# Lourouer-Saint-Laurent
Lourouer-Saint-Laurent ist eine französische Gemeinde mit 250 Einwohnern (Stand: 1. Januar 2022) im Département Indre in der Region Centre-Val de Loire. Sie gehört zum Arrondissement La Châtre, zum Kanton La Châtre und zum Gemeindeverband Communauté de communes de la Châtre et Sainte Sévère. Die Einwohner werden Oratiens genannt.

## Lage
Lourouer-Saint-Laurent liegt etwa 37 Kilometer südöstlich von Châteauroux. Umgeben wird Lourouer-Saint-Laurent von den Nachbargemeinden Verneuil-sur-Igneraie im Norden, Thevet-Saint-Julien im Osten und Nordosten, Lacs im Osten und Südosten, Montgivray im Süden und Südwesten sowie Nohant-Vic im Westen und Nordwesten.

## Bevölkerungsentwicklung
| Jahr                      | 1962 | 1968 | 1975 | 1982 | 1990 | 1999 | 2006 | 2013 |
| Einwohner                 | 267  | 246  | 228  | 231  | 228  | 224  | 218  | 263  |
| Quelle: Cassini und INSEE |      |      |      |      |      |      |      |      |

## Sehenswürdigkeiten
- Kirche Saint-Laurent aus dem 12. Jahrhundert, Monument historique seit 1987
- altes Rathaus
- Schloss Ars aus dem 14./15. Jahrhundert, Monument historique seit 1926

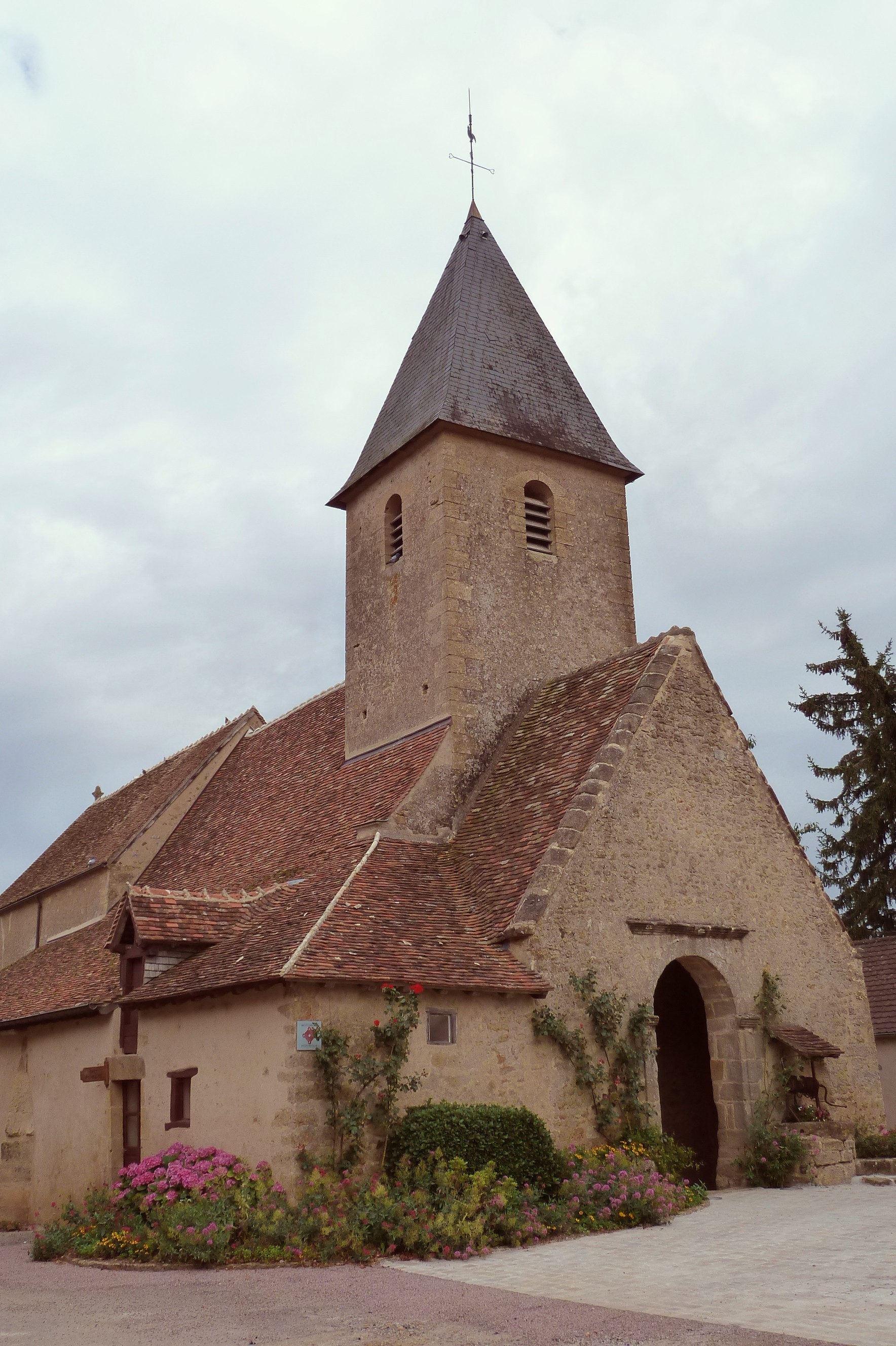
Kirche Saint-Laurent
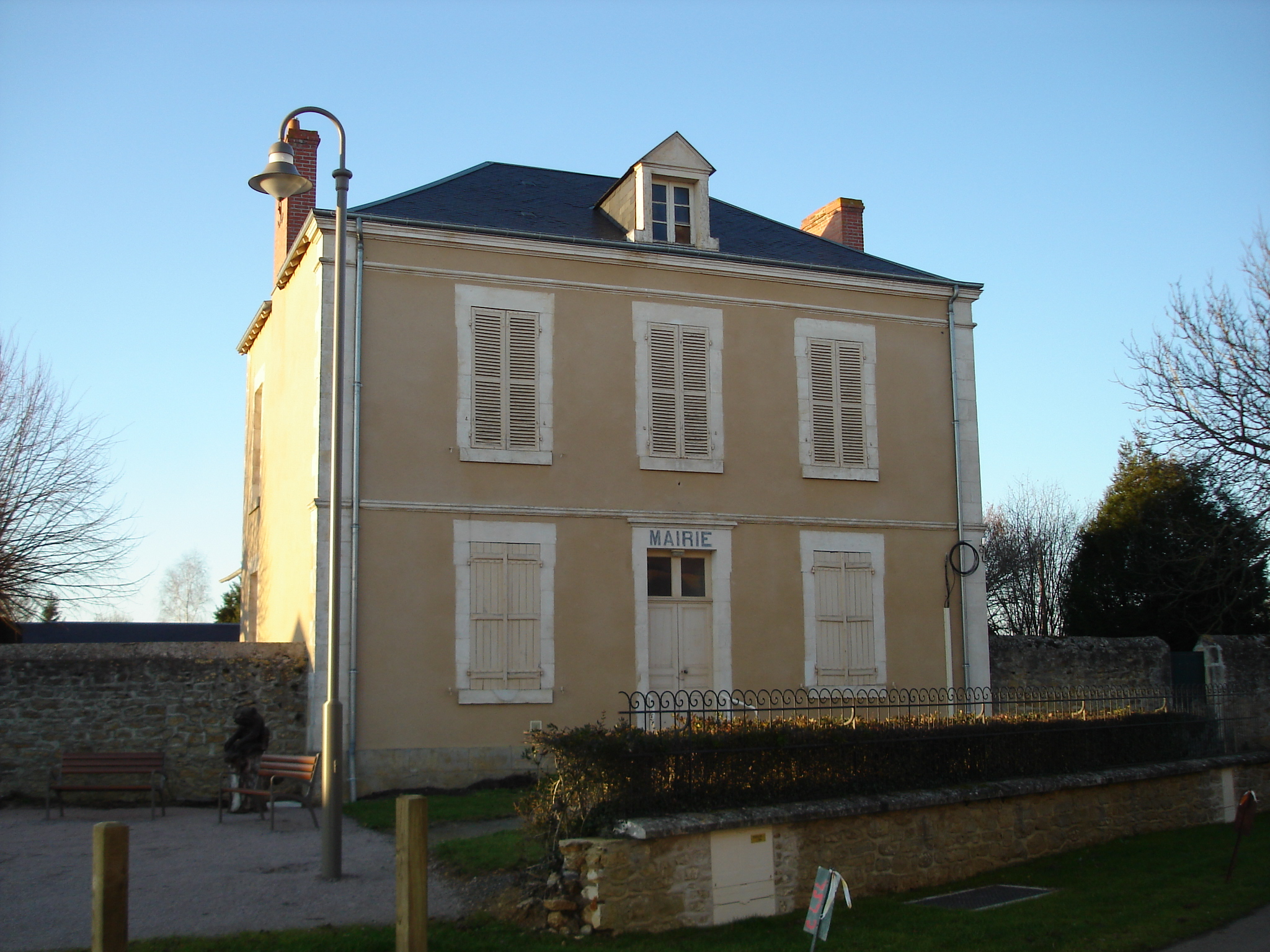
Altes Rathaus
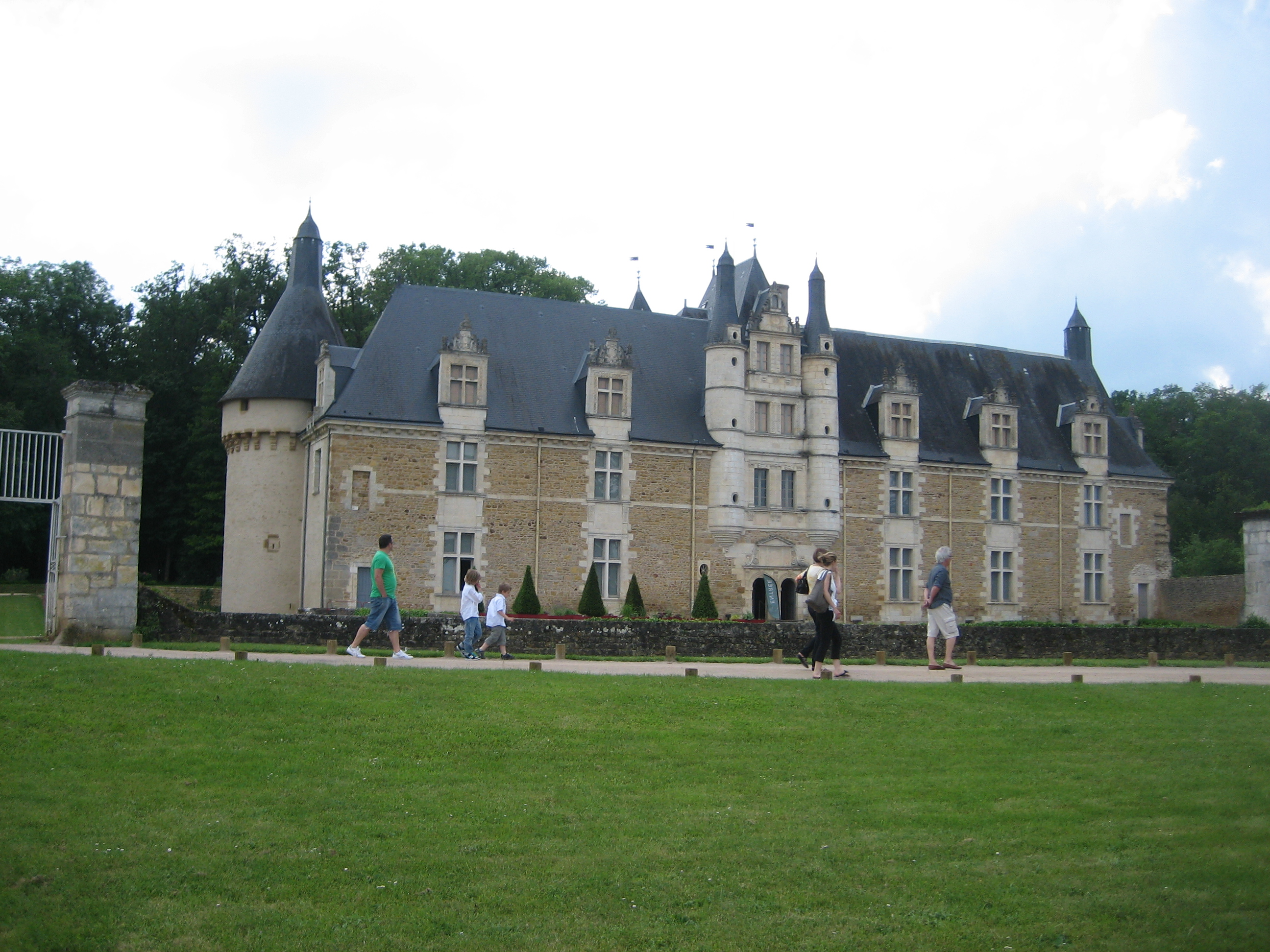
Schloss Ars